# Gruffydd ap Llywelyn
Gruffydd ap Llywelyn (1010-5 de agosto de 1063) foi o rei de Gales de 1055 a 1063, ele uniu todo o País de Gales em 1057. Ele foi filho do rei Llywelyn ap Seisyll e Angharad, filha de Maredudd ab Owain. Ele foi o tatara-neto de Hywel Dda.

## Genealogia e início da vida
Gruffydd foi filho de Llywelyn ap Seisyll, e Angharad ferch Maredudd.